# Tard
Tard község Borsod-Abaúj-Zemplén vármegyében, a Mezőkövesdi járásban.

## Fekvése
Tard az Egri-Bükkalja területén helyezkedik el, Borsod-Abaúj-Zemplén vármegye déli részén. A település szoros kapcsolatot tart fenn az Alfölddel és a Bükkel, ez a két nagy tájegység határozza meg domborzatát, állatvilágát és növényzetét.
A 3-as főúttól 4 km-re található, az északról szomszédos Cserépváraljáig vezető 25 113-as számú mellékút mentén; típusa: szalagtelepülés. Néhány kaptárkő és a Tatárdomb a határában van; a Bükki Nemzeti Park peremvidéke. 15 km távolságban két horgásztó és 25 km távolságban a Tisza-tó található.

### Talajviszonyok
A falu mezőgazdasági művelésre kiváló öntéstalaj, réti talaj, csernozjom, magas humusz- és  kalciumtartalommal.

### Éghajlat
Mérsékelten meleg, száraz, az évi középhőmérséklet 9, a januári –2, a júliusi 16 °C. A napsütéses órák száma évi 1900, az évi átlagos csapadék összege 630 mm.
Időjárásának különlegessége a nyáron a Bükkből hirtelen lezúduló, nagy mennyiségű csapadékból keletkező árvizek a Tardi-patak csekély vízáteresztő képessége miatt, ez a „tardi harmat”

## Elnevezés
A község feltehetően a „tar” szó kicsinyítőképzős változatból kapta a nevét.

## Története
Már az ókorban lakott település volt, erről tanúskodnak a Tatárdombon talált régészeti leletek. Földműveléssel foglalkozó szlávok és avarok lakták, a honfoglalás után a terület az Örsúr nemzetség birtokába került.
Az Árpád-korban királyi tárnokok lakták, akárcsak a szomszédos, azóta elpusztult falut, Tárnokbálát, avagy Bálát (a hely ma puszta Tard területén).[forrás?]
A falu első említése 1220-ból ismert, Thord néven fordult elő a váradi regestrumban egy per kapcsán.[forrás?]
A 14. században Diósgyőrhöz, majd Cserépvárhoz tartozott a mindenkori királyné személyes birtokaként. A 16. században több főúr tulajdonában volt, de végül a Báthori-család birtokába került. A 17. században a Homonnai, Esterházy, Révai családok birtokában volt, de ez csak formailag volt igaz, mert a török hódoltsághoz tartozott. 1552-ben a törökök felégették a falut, majd amikor újra betelepült, adófizetésre kényszerítették. Tard később is többször elnéptelenedett, a 17. század végén, a török kiűzésével párhuzamosan települt be újra.[forrás?] Ebben az időben magát magyar nemzetiségűnek valló úrbéres jobbágyság élt a területen. A Rákóczi-szabadságharc idejében másodszor is elpusztult, de kissé délebbre újjáépítették.
A 18. században L’Huillier Ferenc egri várnagy vásárolta meg a falu határát. Öröklés útján szász–coburg–gothai hercegi birtok lett. Egészen a szovjet megszállásig megmaradt az 5000 holdas birtok, amelynek cselédsége a falu lakosaiból állt.
A 20. században Szabó Zoltán kiadta a A tardi helyzet című tanulmányát, amely a település nevét országosan is ismertté tette.

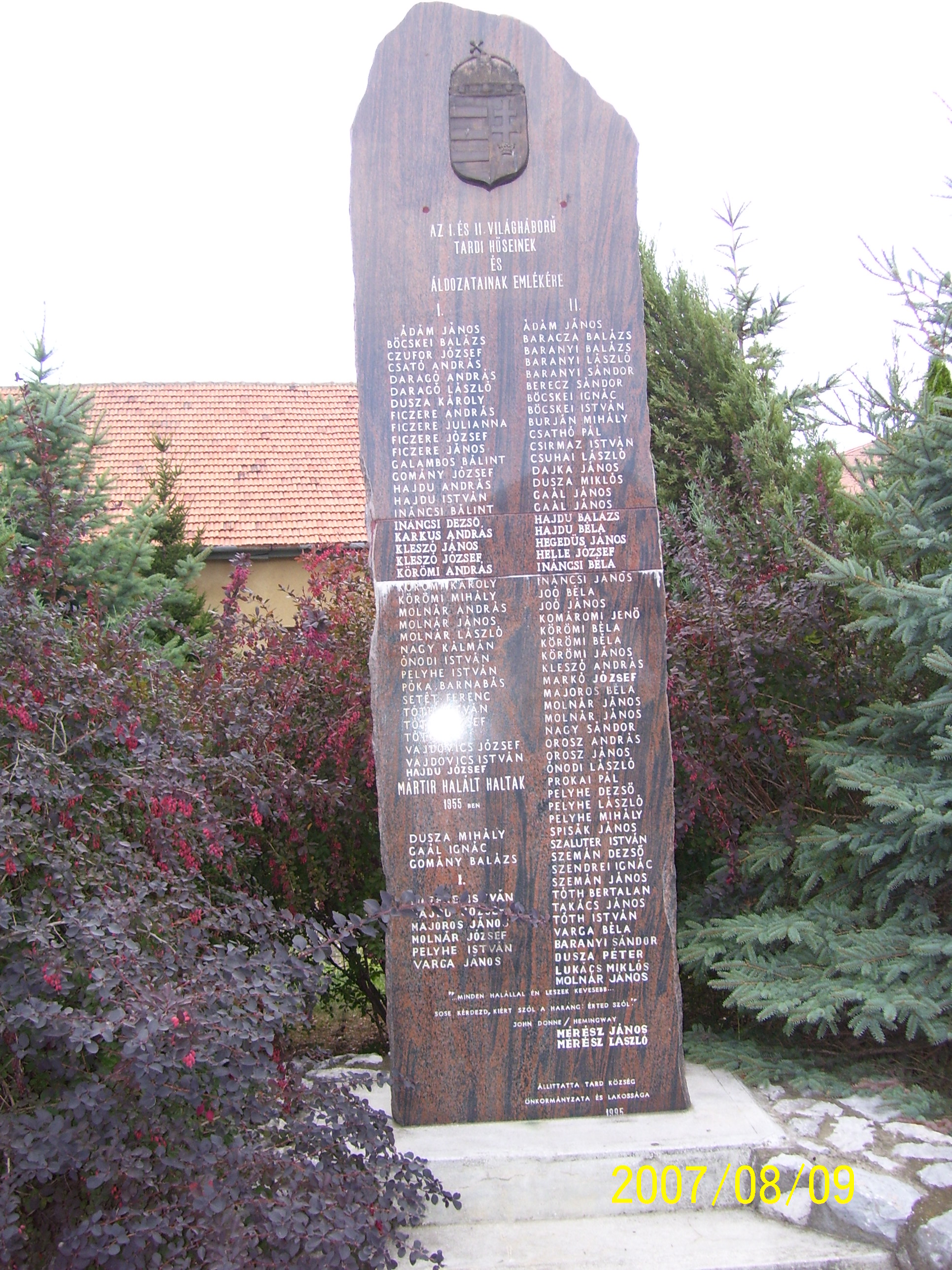
A világháborúkban elesett tardiak emlékműve az iskola előtt
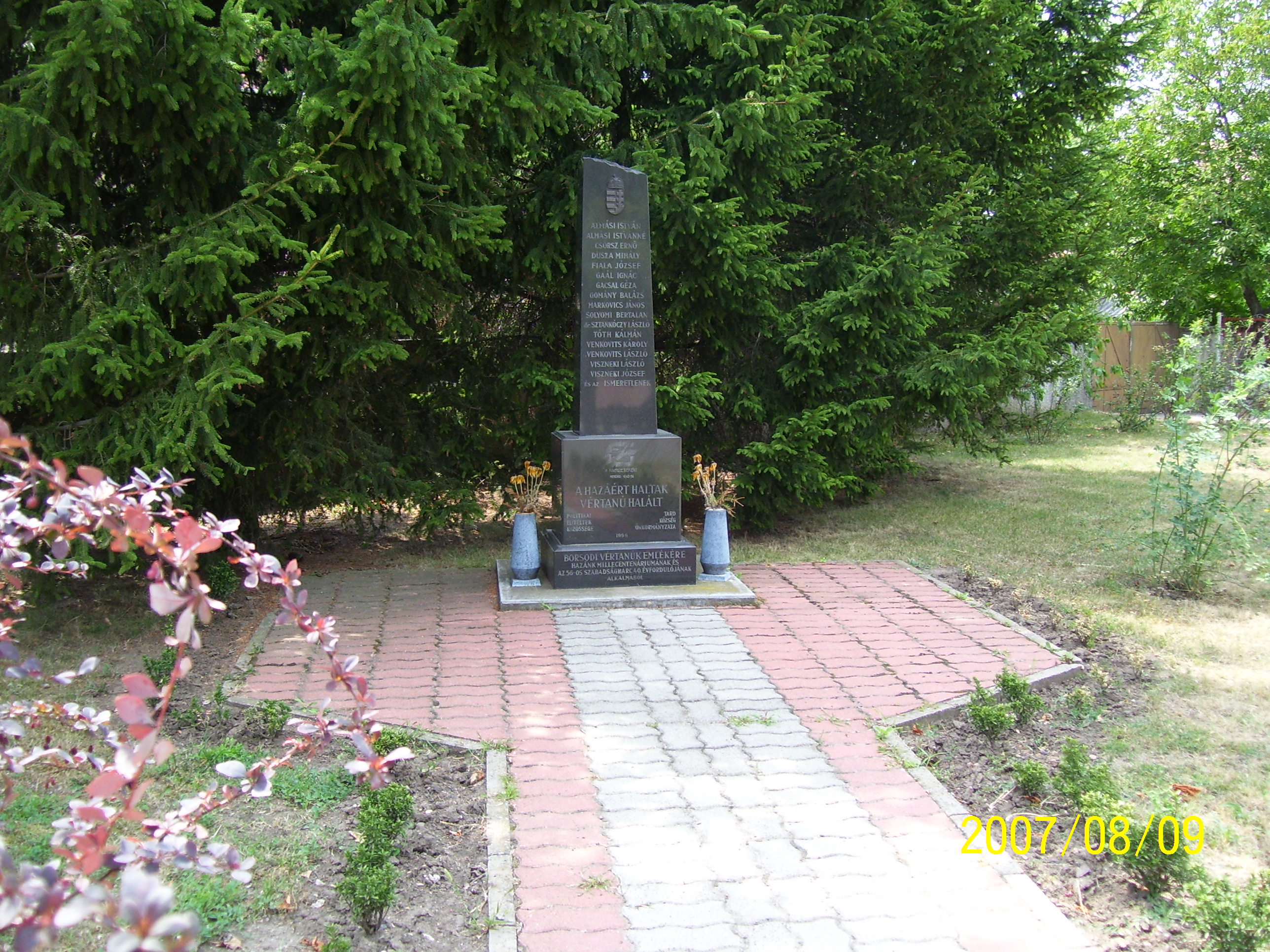
Az 1956-os forradalom borsodi hősei emlékére a tardi polgármesteri hivatallal szemben

## Közélete

### Polgármesterei
- 1990–1994: Kovács János (független)[9]
- 1994–1998: Czufor József (független)[10]
- 1998–2002: Czufor József (független)[11]
- 2002–2006: Czufor József (független)[12]
- 2006–2010: Czufor József (független)[13]
- 2010–2014: Gál János (Fidesz-KDNP)[14]
- 2014–2019: Gál János (Fidesz-KDNP)[15]
- 2019–2024: Kleszó Tibor (független)[16]
- 2024– : Kleszó Tibor (független)[1]

## Népesség
A település népességének változása:
| Lakosok száma | 1274 | 1252 | 1206 | 1124 | 1057 | 1056 | 1039 |
|               | 2013 | 2014 | 2015 | 2021 | 2022 | 2023 | 2024 |

A 2001-es népszámlálás adatai szerint a településnek csak magyar lakossága volt.
A 2011-es népszámlálás során a lakosok 89,1%-a magyarnak, 0,2% románnak mondta magát (10,8% nem nyilatkozott; a kettős identitások miatt a végösszeg nagyobb lehet 100%-nál). A vallási megoszlás a következő volt: római katolikus 75%, református 2,7%, görögkatolikus 0,7%, felekezeten kívüli 3,7% (16% nem válaszolt).
2022-ben a lakosság 94,6%-a vallotta magát magyarnak, 0,7% románnak, 0,4% németnek, 0,4% ruszinnak, 0,2% ukránnak, 0,1% bolgárnak, 3,5% egyéb, nem hazai nemzetiségűnek (5,2% nem nyilatkozott; a kettős identitások miatt a végösszeg nagyobb lehet 100%-nál). Vallásuk szerint 61% volt római katolikus, 5,4% református, 1,1% görög katolikus, 1,9% egyéb keresztény, 6,5% felekezeten kívüli (23,7% nem válaszolt).

## Nevezetességei

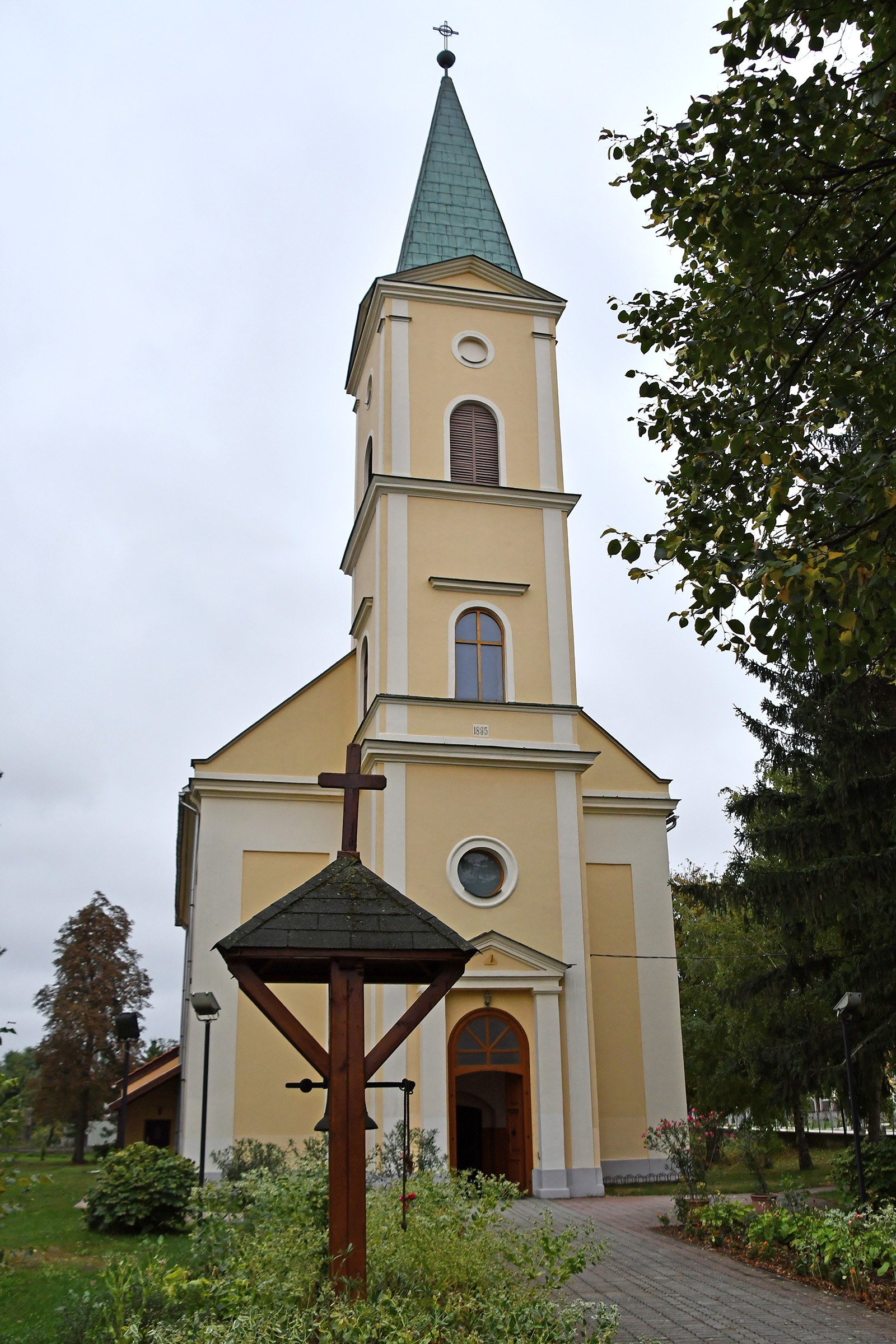
A római katolikus templom

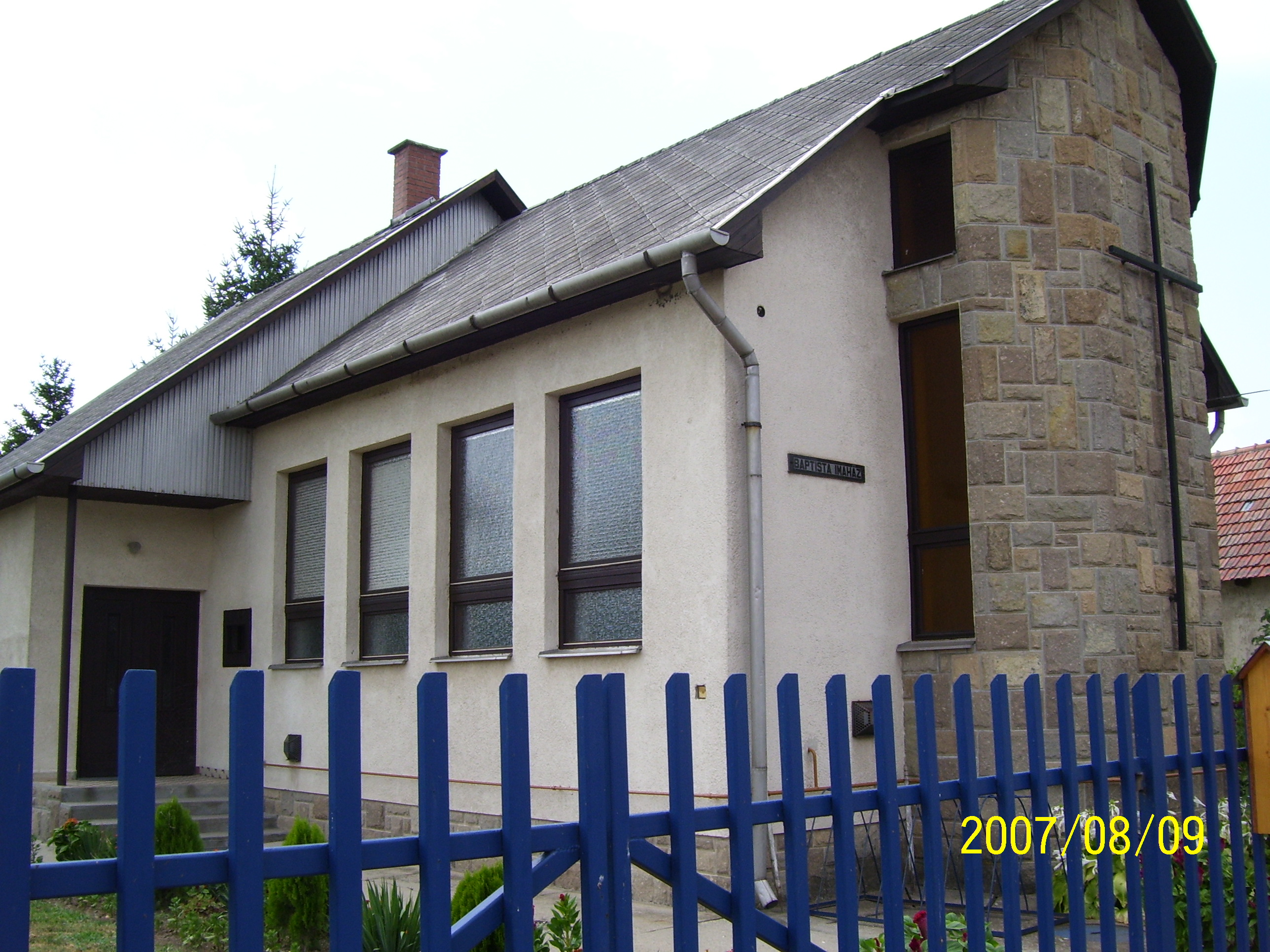
A baptista imaház

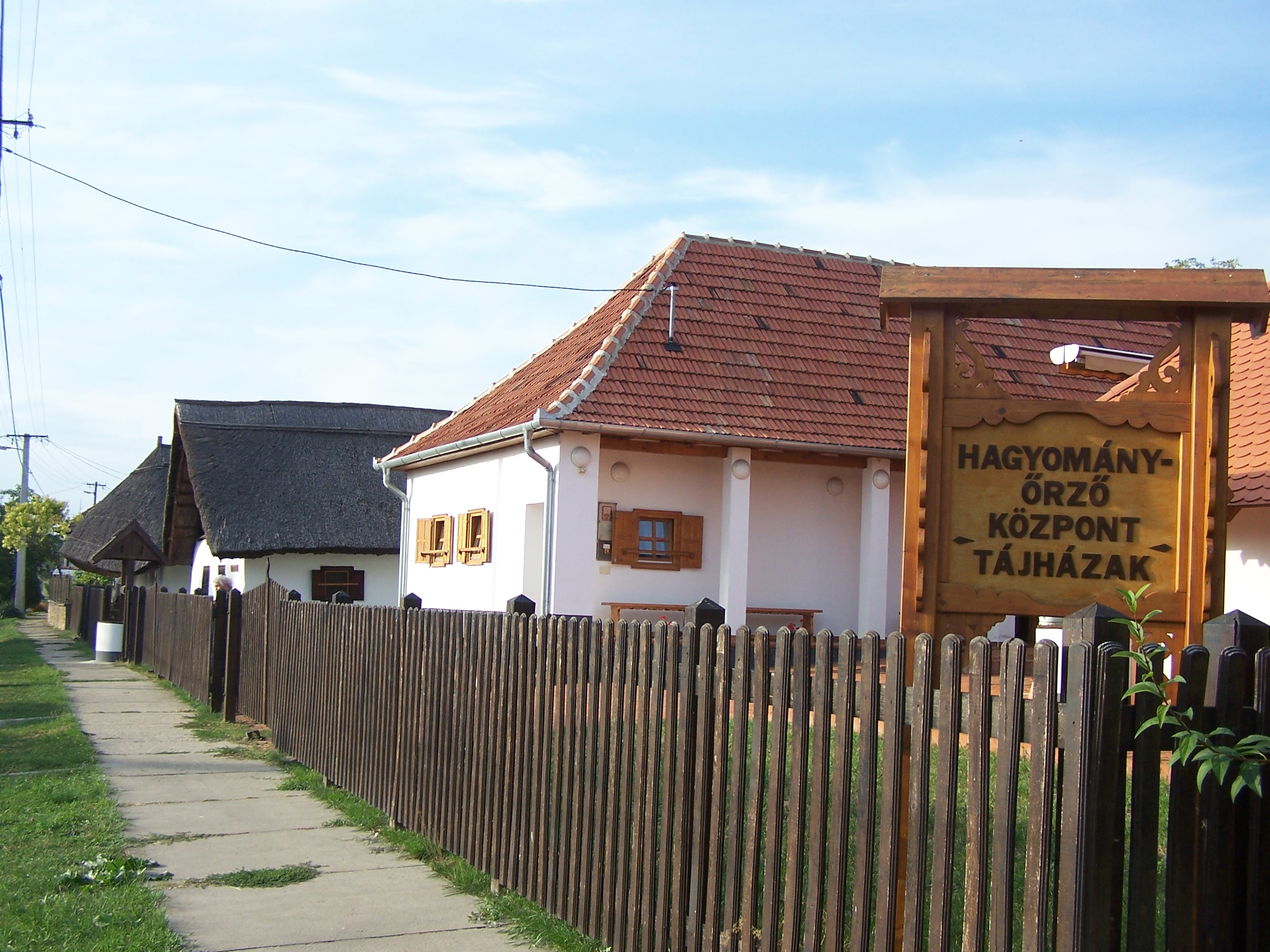
Tard, tájház

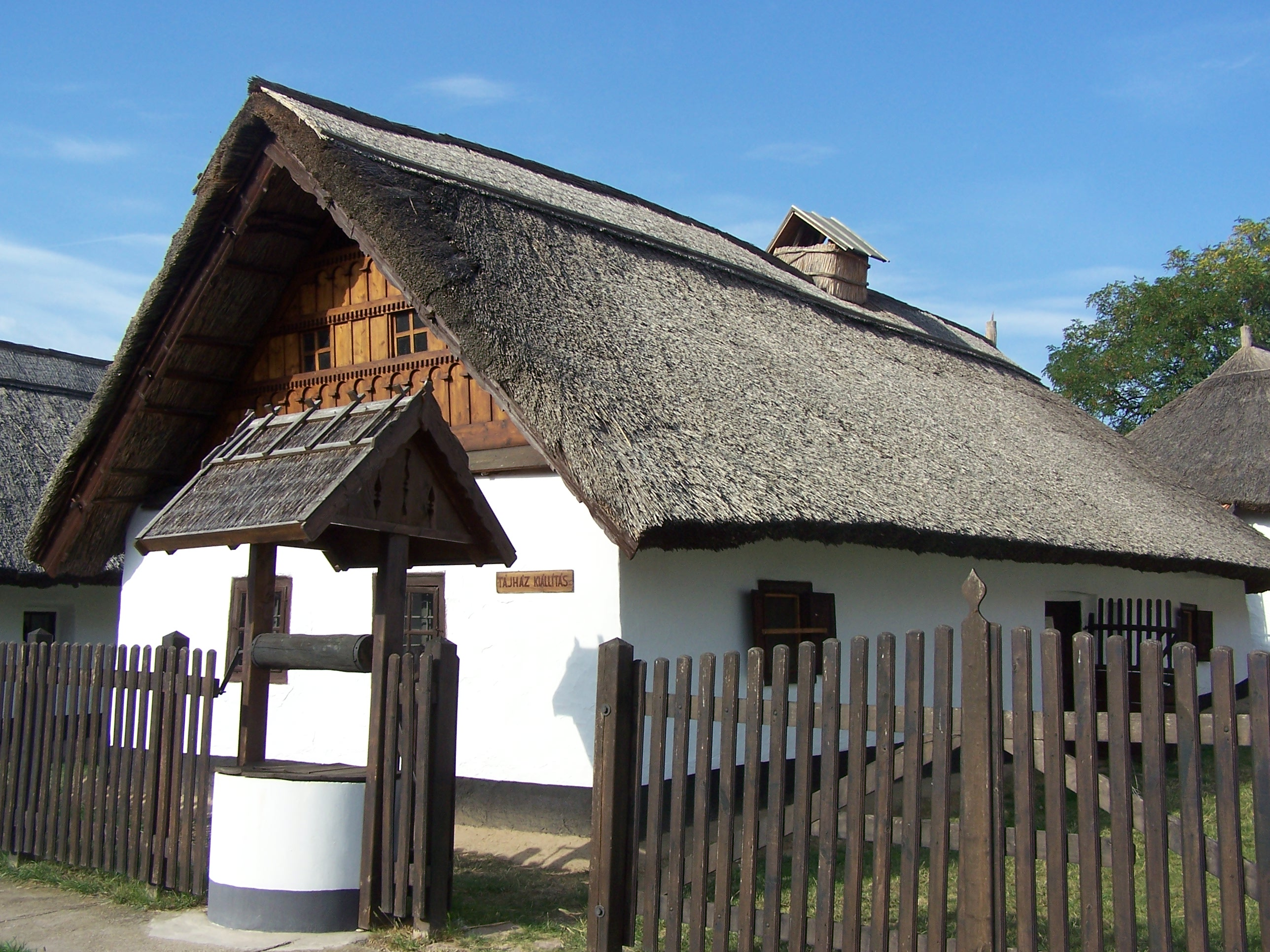
Tard, tájház

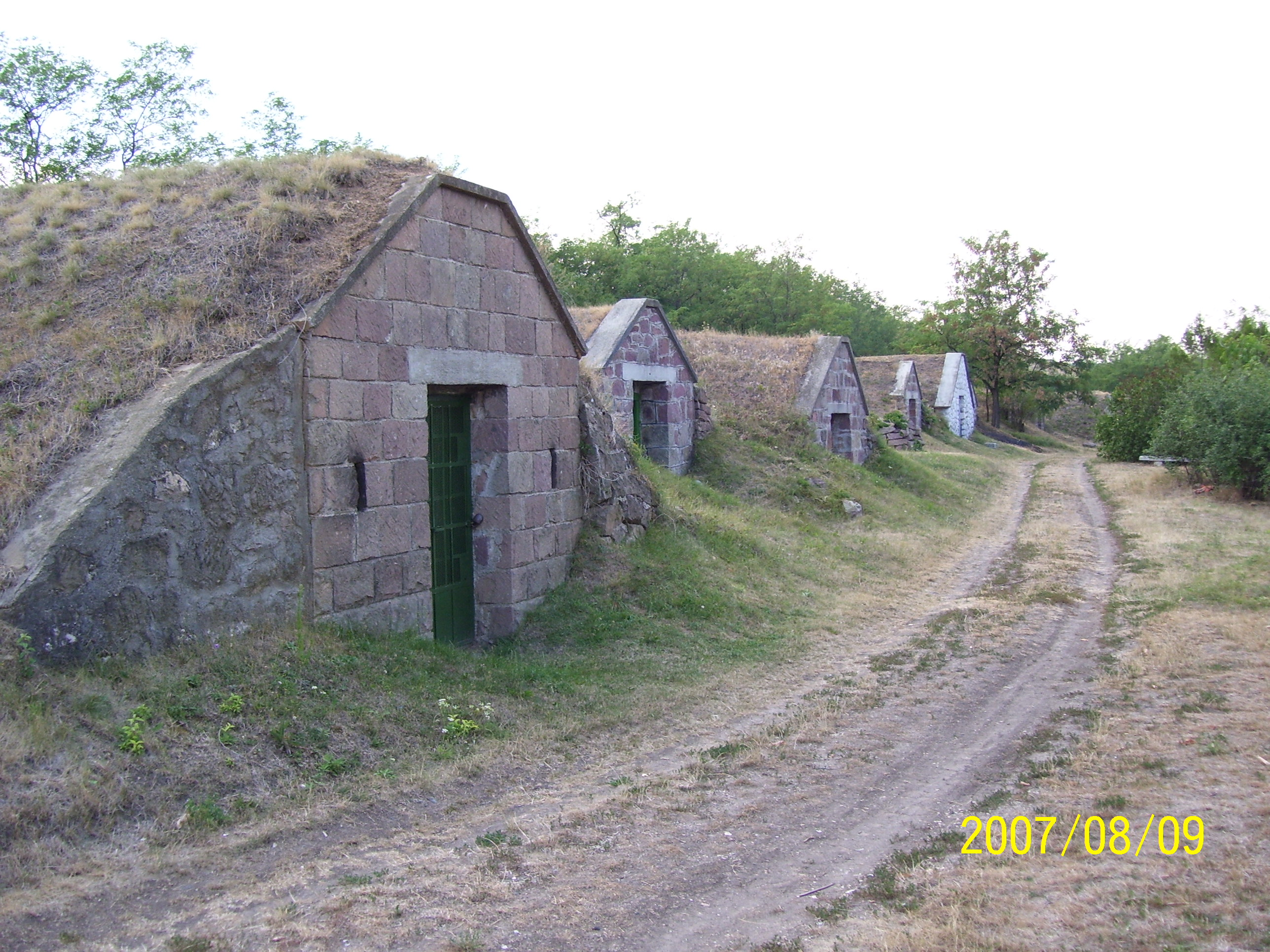
A Tardot körülvevő dombok oldalában található borospincék

- Római katolikus egyház

Plébánia: Tard, Béke tér 2.
Templom: Tard, Rákóczi út 24.
- Baptista gyülekezet

Imaház: Tard, Béke út 52.
- Pincesor
- Kaptárkövek
- Országos turistautak

### Tájház
A Béke út 55-57. szám alatti tájházat szervezetileg a Herman Ottó Múzeum gondozza. Három háztájból áll. Balról az első ház több mint 200 éves. A másodikat a 20. század elején építették, a berendezési tárgyak azonban a második világháború idejéből valók. A harmadik ház felújított, modern; a berendezéseit a neves iparművész, Szabó László készítette. Tartozik hozzá egy ponyvával fedett udvar is, amelyet rendezvények alkalmával adnak ki. Előbbi kettő nádtetős, utóbbi cseréptetős ház. A falakat fehérre meszelték. Az első két ház padlója döngölt, a padló és a fal találkozását „feketézéssel” díszítették (koromból készült színező anyag). A harmadikban kő padlólapok vannak.
A házakat hagyományosan felülről kezdték építeni. Először felállították a gerendákat, megépítették a tetőt, majd az agyagból készülő falat földöngölték a tető magasságáig.
A bejárat a ház hosszanti oldalán található; bemenve a konyhába lépünk, amelynek elengedhetetlen tartozéka volt a kemence (többféle változat és technológia is megtalálható volt a matyóknál). Balra a nők és gyermekek szobája, jobbra a kamra található. A bal oldali szobában egy erre a célra fenntartott ágyon csak addig hálhatott együtt az ifjú pár, amíg az asszony először teherbe nem esett. A ház hátsó részén külön bejárattal található az istálló, amelyből nyílt a legények szállása, ahol a férfiak aludtak.
Szabó Zoltán fejszobrát özvegye és lánya jelenlétében 1998. szeptember 26-án Göncz Árpád avatta fel a tardi tájház udvarán.

## Egyéb helyi jellegzetességek
- Matyó hímzése eltér a mezőkövesditől; kisebbek a díszített sávok, kevesebb virágos mintát használnak. Kedvelik a kereszt alakokat, a szív-tyúknyak szövéseket.
- Tardiakat csúfoló mondás: „Tardiak vagytok / két part közt laktok, / Ha a két part összemenne, / Tardotoknak vége lenne.” – Tard fekvésére vonatkozik; két domb veszi a völgyben elnyúló települést közre.
- Mezőkövesdi mondás: „Esik, mint a tardi harmat!”  A tardi embert Mezőkövesden megkérdezték, esett-e Tardon eső. Azt mondta, nem esett, csak egy kis harmat. Mire hazaért, a falut vitte a víz, mivel a falutól északra, a Bükkben lezúduló eső addigra megárasztotta a patakot.

### Tardi hímzés motívumkincse
A tardi hímzéseken a keresztszemes minta uralkodott. A díszítőelemek mértani formák, levelek, virágkosarak. A színezéshez kezdetben pirosat és kéket használtak. A többi szín később jelentkezett, de a piros dominanciája megmaradt.
A díszes szőttesnek is sajátos kultúrája alakult ki Tardon, színes szőttes sávokkal díszítették a vásznakat ünnepi alkalmakra, a vetett ágy díszlepedőjének szélét, a dunna – és párnaaljakat, abroszokat, gyúrósurcokat, komakendőket, kalácskendőket, litániás kendőket díszítették jellegzetes motívumokból álló látványos szőttesminták.
Jellemző motívum az eperlevélnek nevezett leveles ág, az almaként ismert gránátalma, a csillagok és madárkák. A madarak mellett gyakori elem a szív, a szívesmadár mintában a szívet két egymásnak fordított madár fogta össze.
Az 1848–49-es forradalom és szabadságharc alatt alakult ki az ún. Kossuth-bankó, a szabadságharc bankjegyeinek rajza nyomán, amely az egyik leggyakrabban hímzett minta lett.
A keresztszemes minták jellegzetességet mutatnak a szőttesekkel is.

## Külső hivatkozások
- Tard Önkormányzatának honlapja
- Tard az utazom.com honlapján
- Tard műemlékei (a két tájház)